# Шене (Де Севр)
Шене (фр. Chenay) насеље је и општина у западној Француској у региону Поату-Шарант, у департману Де Севр која припада префектури Ниор.
По подацима из 2011. године у општини је живело 492 становника, а густина насељености је износила 22,67 становника/km². Општина се простире на површини од 21,7 km². Налази се на средњој надморској висини од 128 метара (максималној 149 m, а минималној 99 m).

## Демографија
| 1962. | 1968. | 1975. | 1982. | 1990. | 1999. | 2011. |
| ----- | ----- | ----- | ----- | ----- | ----- | ----- |
| 533   | 616   | 574   | 533   | 548   | 543   | 492   |

График промене броја становника у току последњих година